# شهرستان دامر
شهرستان دامر (به عربی: محلیة الدامر) یک منطقهٔ مسکونی در سودان است که در رود نیل واقع شده‌است.